# Cariñena (község)
Cariñena (aragónul Carinyena) egy község Spanyolországban,  Zaragoza tartományban. Cariñena Aguarón, Alfamén, Longares, Tosos, Paniza, Encinacorba és Cosuenda községekkel határos. Lakosainak száma 3456 fő (2024).

## Népesség
A település népessége az utóbbi években az alábbiak szerint változott:
| Lakosok száma | 2860 | 3500 | 3353 | 3665 | 3572 | 3457 | 3339 | 3302 | 3345 | 3456 |
|               | 2001 | 2004 | 2007 | 2009 | 2012 | 2014 | 2017 | 2019 | 2022 | 2024 |